# Rolweerstand

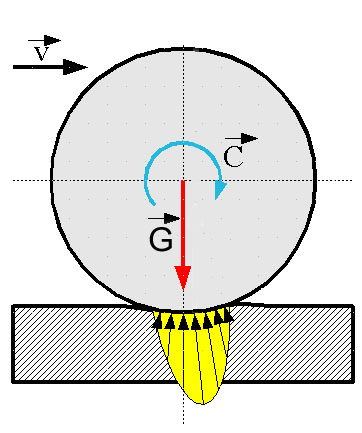
Contact veroorzaakt rolweerstand.

Rolweerstand is de weerstand die een rond voorwerp, zoals een wiel, een kogel of een cilinder, ondervindt als het rolt over een oppervlak. De oorzaak van rolweerstand is voornamelijk gelegen in de vervorming van zowel het voorwerp als het oppervlak. Daarnaast spelen ook andere factoren een rol, waaronder de adhesie tussen het voorwerp en het oppervlak.
De rolweerstand van een stalen wiel over een spoorrails bij een trein is aanzienlijk lager dan de rolweerstand van een rubber autoband over asfalt. Dit komt doordat het rubber van de band meer vervormt en er bij een rubberen band door deze vervorming een groter contactoppervlak ontstaat met de weg. Dit contactoppervlak is bepalend voor de rolweerstand.
Net als bij wrijving is de kracht ten gevolge van de rolweerstand min of meer evenredig met de normaalkracht op het oppervlak. De evenredigheidsconstante wordt rolweerstandscoëfficiënt genoemd.
De rolweerstand van een rollend voorwerp is evenredig met de normaalkracht in het contactpunt.
{\displaystyle F_{r}=C_{r}\cdot F_{N}},
met
{\displaystyle F_{r}} de rolweerstand (N)
{\displaystyle F_{N}} de normaalkracht (N)
De evenredigheidsconstante {\displaystyle C_{r}} heet de rolweerstandscoëfficiënt.
Let wel dat de vorm van dit contactoppervlak ook een rol speelt bij de bepaling van de rolweerstand. Dat komt tot uiting bij bijvoorbeeld fietsbanden: brede (fiets)banden hebben minder rolweerstand dan smalle, mits ze even hard opgepompt zijn en van vergelijkbare constructie zijn. De vervorming die bij de brede band optreedt is meer in de breedte dan bij de smalle band waar de vervorming meer in de draairichting plaatsvindt. En deze laatste is juist meer bepalend voor de rolweerstand.
Kleine wielen zullen een grotere rolweerstand hebben dan grote wielen onder dezelfde gebruiksomstandigheden (de wielen zijn even breed, dezelfde materialen en constructie en dezelfde belasting). Dit komt doordat de kleinere diameter verder in het wegoppervlak wordt gedrukt. In het extreem: veronderstel het kleine wiel wordt steeds kleiner, dan zal de belasting op de weg vergelijkbaar worden met een puntbelasting welke zeer grote vervorming veroorzaakt, en dus zeer grote rolweerstand.